# Hajdú Eszter
Hajdú Eszter (Budapest, 1979. –) magyar filmrendező.

## Életpályája
A Szegedi Tudományegyetem Bölcsészettudományi Karának kommunikáció szakán elektronikus sajtó szakirányon tanult. Ezután elvégezte az Eötvös Lóránd Tudományegyetem szociológia szakát is. A Közép-európai Egyetem nacionalizmus szakát is elvégezte. Tanult Stockholmban, Olaszországban. Romániában filmes képzésben vett részt. 1997-től kezdett dolgozni újságíróként, riporterként, szerkesztőként és műsorvezetőként, nyomtatott sajtóban, rádióban és televízióban, ezen kívül filmes produkciókban is vállalt munkát. 2006-ban Almási Tamás filmrendező munkatársa volt. 2007-ben a Magyar Televízió rendezőként alkalmazta. A Színház- és Filmművészeti Egyetemen végzett, az egyetem doktorandusz hallgatója, melynek utolsó évét a Lisszaboni Egyetemen végezte (2016).

## Filmjei

### Filmrendezőként
- Otthonom, Tarnabod (2006)
- Destino (2007)
- A Fideszes zsidó, a nemzeti érzés nélküli anya és a mediáció (2008)[4][5]
- Bölcsődal (2008) (filmproducer is)
- Hontalan esszé – portréfilm Végel Lászlóról (2009)
- Démoni kezek (2010) (forgatókönyvíró is)
- Vivien (2010) (filmproducer is)[6]
- Ítélet Magyarországon (2011-2014) (forgatókönyvíró és operatőr is)[7]
- A zsidó kapcsolat (2012)
- Der Prozess von Budapest (2013)
- Hungary 2018 (2018) (forgatókönyvíró és producer is)[8]
- Barta Tamás – Siess haza, vár a mama! (2019)[9][10]

### További filmjei
- Vírusbosszú (2000)
- MS3 (2008)
- Kulturzeit (2019) (szereplő)
- Judapest – A harmadik generáció
- Látod?
- Nonstop
- Akik a lángot őrzik

## Díjai
- Schiffer Pál Emlékdíj (2009)
- Wiesbadeni goEast dokumentumfilmes szekció – fődíj (2014)[11]
- One World Prague Best Film Award 2014[12]